# 何其鞏

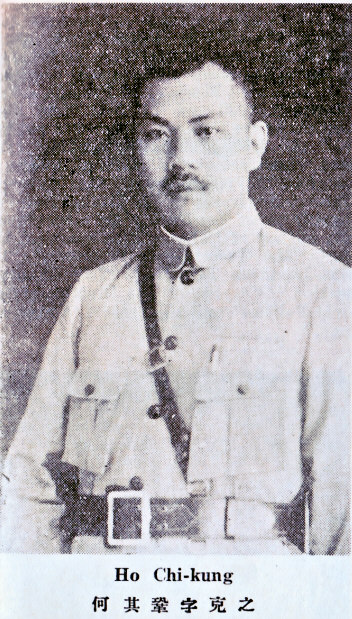
北伐期の何其鞏（Who's Who in China 4th ed., 1931）

何 其鞏（か ききょう、繁体字: 何其鞏; 簡体字: 何其巩; 拼音: Hé Qígŏng; ウェード式: Ho Ch'i-kung、1898年（清光緒24年） - 1955年）は、中華民国の政治家・教育者。国民政府統治下の初代北平（北京）市長である。1936年から10年以上にわたり中国大学校長代理も務めた。字は克之。安徽省安慶府桐城県の人。

## 事績
桐城県立中学、安徽省立蕪湖甲種農業学校で学ぶが、いずれも学生デモに参加したために除籍処分を受けている。後に北京市北京で教員となり、さらに『正言報』の記者も務めた。1925年（民国14年）に馮玉祥が西北辺防督弁に任命されると、何其鞏はその秘書に起用されている。さらに馮の命令によりソビエト連邦に視察に向かい、帰国後は綏遠都統公署秘書長に任ぜられた。
1926年（民国15年）、馮玉祥が「赤化」批判に耐えかねて下野、ソ連へ向かう際には、何其鞏もその機要秘書として随従している。同年に馮らは帰国し、五原誓師を行うと、何は国民聯軍総司令部秘書長に起用された。1927年（民国16年）5月、北伐に際して第2集団軍総司令部秘書長に改組され、翌月には豫南行政長官兼民団軍軍長に異動、その後も国民革命軍第2集団軍総司令部内防処処長、中国国民党河南省党部整理委員、国民政府顧問、中央政治会議開封分会委員などを歴任している。1928年（民国17年）6月、国民政府統治下の初代北平特別市市長に抜擢され、1年間その任にあった。翌年、首都建設委員会委員に転じ、1931年（民国20年）8月からは地元の安徽省に戻り省政府委員、省教育庁庁長、省財政庁庁長を歴任している。
1933年（民国22年）5月、何其鞏は行政院駐平政務整理委員会委員兼秘書長に起用された。翌月には華北区救済委員会委員となり、1935年（民国24年）12月には冀察政務委員会委員に任命されている。翌1936年（民国25年）10月に北平中国学院（後に中国大学と改称）校長代理として招聘された。1937年（民国26年）以降、北平は日本側（中華民国臨時政府）の支配下となる。何は北平に留まったものの、臨時政府からの公職就任要請を拒絶し、中国大学校長代理としての職務に専念した。
戦後、何其鞏は軍事委員会駐北平特派員として起用された。1947年、10年以上務めた中国大学校長代理の職務を退いている。中華人民共和国建国後も北京市に留まり、1955年に同地で病没した。享年58。

## 注
1. ↑  徐主編（2007）、669頁とWho's Who in China 4th ed. (1931), p.132による。劉国銘主編（2005）、1108頁は「1899年」としている。
2. ↑  徐主編（2007）、669頁による。劉国銘主編（2005）、1108頁は安徽公学、江淮大学で農業や政治経済を学んだとしている。
3. ↑  劉国銘主編（2005）、1108頁。
4. 1 2 3 4  徐主編（2007）、669頁。
5. ↑  劉国銘主編（2005）、1108-1109頁。
6. ↑  何其鞏は、現在の中国でも一般には「漢奸」と見なされていない。
7. 1 2  劉国銘主編（2005）、1109頁。